# Józef Szczepkowski (1849–1909)
Józef Szczepkowski (ur. 21 stycznia 1849 w Warszawie, zm. 2 maja 1909 tamże) – polski śpiewak operowy, baryton.

## Życiorys
Był synem śpiewaka Józefa Szczepkowskiego (1817–1894) i Marianny z d. Bełcikowskiej, bratem śpiewaczki Anastazji Szczepkowskiej. Ukończył gimnazjum filologiczne w Warszawie. Uczył się gry na fortepianie u Józefa Jareckiego i Emanuela Kani, harmonii u Karola Augusta Freyera oraz śpiewu u Adama Ziółkowskiego. Otrzymał stypendium Warszawskiego Towarzystwa Muzycznego. Zadebiutował w 1873 roku na deskach Teatru Wielkiego w Warszawie rolą Hrabiego Luny w Trubadurze Giuseppe Verdiego. Od 1874 roku był solistą Teatru Wielkiego, w którym kreował wiele wiodących partii barytonowych, m.in. Marcina w Verbum nobile, Janusza w Halce, Renata w Balu maskowym, Alfreda w Traviacie, Ashtona w Łucji z Lammermooru, Neversa w Hugonotach, Walentego w Fauście. W 1875 roku samowolnie zatrudnił się w Operze Kijowskiej, za co został przez dyrekcję Warszawskich Teatrów Rządowych zawieszony na okres kilku miesięcy.
W 1886 roku ze względu na zły stan zdrowia zakończył karierę sceniczną i poświęcił się pracy pedagogicznej oraz pisarstwu muzycznemu. Współpracował z „Echem Muzycznym, Teatralnym i Artystycznym”. W 1890 roku wrócił na scenę Teatru Wielkiego jako Jontek w Halce i Edgar w Łucji z Lammermooru, jednak ze względu na złe przyjęcie tych ról przez krytykę nie zdecydował się na trwały powrót na scenę. Od 1900 roku był wykładowcą śpiewu w Warszawskim Instytucie Muzycznym. Komponował pieśni i miniatury fortepianowe.
Od 1877 roku był żonaty z Bronisławą Ziółkowską. Został pochowany w rodzinnym grobowcu na cmentarzu Powązkowskim.